# Palibrio
Palibrio és una editorial independent creada per a autors hispans amb seu central a Bloomington, Indiana (Estats Units). L'editorial té serveis de publicació i màrqueting de llibres per a públics hispanoamericans dels Estats Units, Mèxic, Espanya, Puerto Rico i el Canadà.
L'editorial forma part de l'empresa Author Solutions Incorporated.

## Història
Fundada el 2010 com una de les branques de la família editorial d'autopublicació Author Solutions Incorporated, Palibrio va integrar-se al grup propietat de Pearson PLC, Penguin Books, el passat juliol del 2012.
Després de la fusió amb Random House a l'octubre del 2012 per la qual es creava el grup Penguin Random House, Palibrio ha passat actualment a formar part d'una de les sis principals firmes editorials del món.
El nom de Palibrio prové de les paraules en castellà “paraula” i “llibre”.